# Маріїна Вас
Маріїна Вас (словен. Marijina vas) — поселення в общині Лашко, Савинський регіон, Словенія. Висота над рівнем моря: 562,8 м.